# Introducing… The Beatles
Introducing… The Beatles (с англ. — «Представляем (вам)... The Beatles») — первый альбом английской рок-группы The Beatles, выпущенный в США. Первоначально запланированный к выпуску в июле 1963 года, LP-альбом вышел в свет 10 января 1964 года, изданный лейблом Vee-Jay Records, за десять дней до выпуска другим американским лейблом — Capitol — альбома Meet The Beatles!. Это было предметом многочисленных судебных разбирательств, но в конечном счёте Vee-Jay было разрешено продавать альбом до конца 1964 года; к этому времени было продано более 1,3 миллиона копий.

## Первоначальная (неудачная) попытка издания
Когда сингл «Please Please Me» был издан в США, Vee-Jay Records подписала договор с Transglobal — фирмой, аффилированной с EMI, которая работала над размещением заказов среди американских лейблов, — о получении прав на первое издание записей The Beatles в течение пяти лет. Как часть этого соглашения, Vee-Jay планировала издать альбом Please Please Me в США, и она получила плёнки с мастер-копиями стерео- и моно-версий альбома в конце апреля или начале мая 1963 года.
Первоначально Vee-Jay собиралась выпустить альбом Please Please Me в том же виде, что он был издан в Великобритании. Пробная ацетатная пластинка, изготовленная Universal Recording Corporation of Chicago приблизительно в мае 1963 года, содержала те же 14 песен, что и на альбоме, изданном в Великобритании, и с тем же названием — Please Please Me. Но, придерживаясь американской нормы «12 песен на альбом», Vee-Jay предпочла удалить песни «Please Please Me» и «Ask Me Why», а затем изменила название альбома на Introducing… The Beatles. Также, звукоинженер Universal в Чикаго подумал, что отсчёт Пол Маккартни «one, two, three, four» (с англ. — «"раз, два, три, четыре"») в начале песни «I Saw Her Standing There» является ненужным для записи на диске звуком, а не составной частью песни, и убрал «one, two, three», оставив лишь «four» и в стерео-, и в моно-версиях песни. За исключением этих удалений (deletions), порядок и содержание альбома остались нетронутыми, в результате чего этот альбом наиболее схож с британским изданием из тех американских альбомов, что были выпущены до появления альбома Revolver в 1966 году.
Подготовка к выпуску альбома продолжалась до конца июня или начала июля 1963 года, включая производство мастер-копий (masters) и металлических матриц для печати (metal parts), а также отпечатывания в типографии 6 тысяч обложек для диска. Но, несмотря на заявленное во многих старых книгах, что Introducing… The Beatles был выпущен в свет 22 июля 1963 года, нет никаких подтверждений «на бумаге» (no paper trail exists to suggest), что этот альбом вообще был выпущен когда-либо в 1963 году.
После перетрясок в менеджменте компании, включая отставку президента компании Эварта Абнера после того, как он использовал средства компании для покрытия игорных долгов, Vee-Jay отменило выпуск Introducing… The Beatles, так же как и альбомов Фрэнка Айфилда, Альмы Коган и еврейского кантора (Jewish cantor).

## Список композиций
Все песни написаны Джоном Ленноном и Полом Маккартни, за исключением отмеченных особенно.
| №  | Название                   | Автор(ы)                  | Примечания                                                                 | Длительность |
| -- | -------------------------- | ------------------------- | -------------------------------------------------------------------------- | ------------ |
| 1. | «I Saw Her Standing There» |                           | на отсчёте Маккартни «one, two, three» пропущено; трек начинается с «four» |              |
| 2. | «Misery»                   |                           |                                                                            |              |
| 3. | «Anna (Go to Him)»         | Артур Александер          |                                                                            |              |
| 4. | «Chains»                   | Джерри Гоффин, Кэрол Кинг |                                                                            |              |
| 5. | «Boys»                     | Лютер Диксон, Уэс Фаррелл |                                                                            |              |
| 6. | «Love Me Do»               |                           | «Ask Me Why» на 2-й версии                                                 |              |

| №   | Название                       | Автор(ы)                                                                                  | Примечания                       | Длительность |
| --- | ------------------------------ | ----------------------------------------------------------------------------------------- | -------------------------------- | ------------ |
| 7.  | «P.S. I Love You»              |                                                                                           | «Please Please Me» на 2-й версии |              |
| 8.  | «Baby It's You»                | Бёрт Бакарак, Мак Дэвид, Барни Уильямс (англ. Barney Williams) − псевдоним Лютера Диксона |                                  |              |
| 9.  | «Do You Want to Know a Secret» |                                                                                           |                                  |              |
| 10. | «A Taste of Honey»             | Рик Марлоу, Бобби Скотт                                                                   |                                  |              |
| 11. | «There’s a Place»              |                                                                                           |                                  |              |
| 12. | «Twist and Shout»              | Фил Медлv, Берт Расселл                                                                   |                                  |              |

## Состав участников записи
- Джон Леннон — ритм-гитара, губная гармоника, вокал
- Пол Маккартни — бас-гитара, вокал
- Джордж Харрисон — соло-гитара, вокал
- Ринго Старр — барабаны, вокал